# Майлар

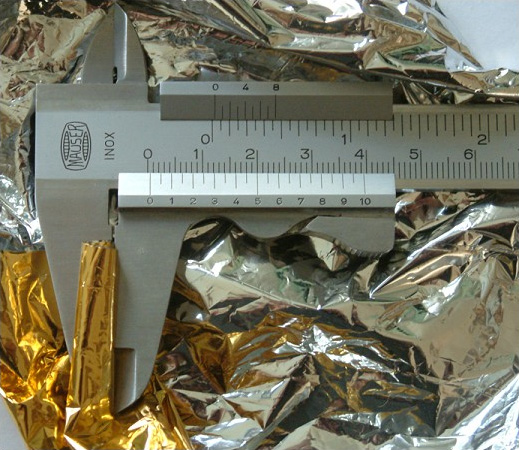
Металлизированный майлар. Толщина 32 слоя: 0,45 мм.

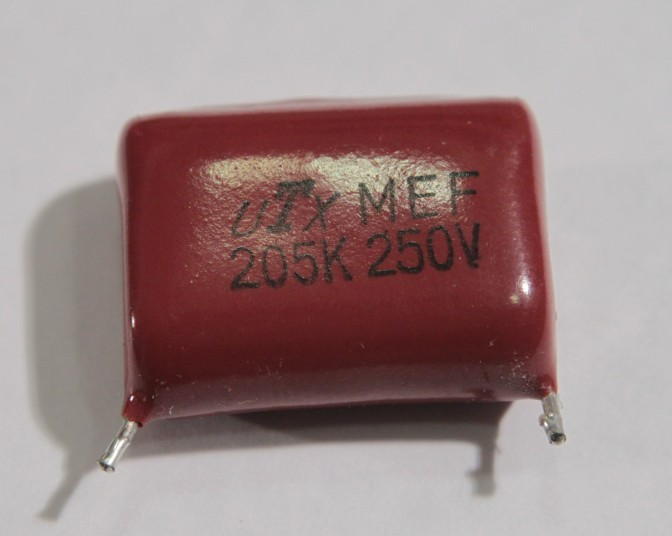
Лавсановый (Майлар-плёночный) конденсатор.

Майлар (англ. Mylar; также BoPET (Biaxially-oriented polyethylene terephthalate), Melinex, Hostaphan) — торговая марка компании DuPont для плёнки на основе синтетического полиэфирного волокна (полиэтилентерефталата, в России называемого лавсан).
Майлар создан компанией DuPont в начале 1950-х. В 1960-х материал вытесняет целлофан благодаря механической прочности и теплостойкости. Уникальные характеристики майлара открыли ему дорогу в сферу магнитных аудио- и видеоносителей, конденсаторной диэлектрики, упаковочных технологий и изготовления электролитических батарей и электронных плат.
Материал допущен для контакта с пищевыми продуктами, является свето-, водо- и воздухонепроницаемым материалом, что делает его чрезвычайно эффективным для упаковки и длительного хранения продуктов.
Также используется для изготовления изотермических «спасательных» покрывал.
В сентябре 1998 года рейс 111 компании «Swissair» потерпел крушение. Причиной этого явилось воспламенение вследствие замыкания в электропроводке развлекательной системы самолёта и недостаточной огнестойкости применённого металлизированного майлара. После этого крушения был наложен запрет на использование данного материала в конструкции самолётов гражданской авиации.
Взлётная и посадочная ступени лунного модуля космического корабля «Аполлон» были окружены тепловым и противометеорным защитным экраном из многослойного полимерного майлара с титановой добавкой. Также алюминированный майлар использовался во внешней оболочке лунного скафандра A7L. Лёгкость этого материала позволяет использовать его для изготовления солнечных парусов искусственных спутников, таких как Cosmos 1 и LightSail 1.